# Gare de Neuvic (Dordogne)
Gare de Neuvic vasútállomás Franciaországban, Neuvic településen.

## Vasútvonalak
Az állomást az alábbi vasútvonalak érintik:
- Coutras-Tulle-vasútvonal

## Kapcsolódó állomások
A vasútállomáshoz az alábbi állomások vannak a legközelebb:
- Gare de Douzillac
- Gare de Saint-Léon-sur-l'Isle (Gare de Niversac, Périgueux rail shuttle)
- Gare de Mussidan (Gare de Mussidan, Périgueux rail shuttle)